# كيت كونواي
كيت كونواي هي ممثلة كندية، ولدت في 17 يونيو 1986 في ميسيساغا في كندا.

## وصلات خارجية
- كيت كونواي على موقع IMDb (الإنجليزية)
- كيت كونواي على موقع ألو سيني (الفرنسية)